# Rhapsody of the Seas
Rhapsody of the Seas è una nave da crociera di classe Vision della Royal Caribbean International.

## Storia e profilo
Servizi di bordo includono un servizio completo spa, due piscine, sei bar, una pizzeria, e un Ben e Jerry gelateria.
Dopo 6 anni di navigazione da Galveston, Texas, Rhapsody riposizionato su un viaggio intorno al mondo nell'autunno del 2007, viaggio attraverso il Pacifico del Sud in Australia, dove rimase per due mesi, prima di trasferirsi in Asia, crociere d'esercizio da Singapore, Hong Kong, Shanghai e Busan in Corea del Sud. Per l'estate del 2008, Rhapsody, gestito dalla Seattle, Washington, navigando in Alaska prima di riposizionare di nuovo a Sydney, in Australia per l'inverno del 2008/2009. Dopo il ritorno a Seattle, nella primavera del 2009, Royal Caribbean ha annunciato che la Rhapsody è quello di ripetere le sue Australia / Alaska stagioni, almeno fino ad aprile 2012. Prima di iniziare il suo tour estivo 2012 degli Stati Uniti, la nave sarà la ricezione di un 16 milioni di $ refit bacino di carenaggio nel mese di aprile, con l'attenzione concentrata sulla terrazza della piscina e l'aggiunta di nuovi ristoranti